# Maléna
Arpine Martoyan (în armeană Արփինե Մարտոյան; n. 10 ianuarie 2007), cunoscută sub numele de scenă Maléna (în armeană Մալենա), este o cantautoare armeană. A devenit cunoscută după câștigarea Concursului Muzical Eurovision Junior 2021, desfășurat la Paris, Franța, cu cântecul „Qami Qami”.

## Carieră

### Concursul Muzical Eurovision Junior
Maléna a încercat să reprezinte Armenia la Concursul Muzical Eurovision Junior 2018, participând în selecția națională armeană cu cântecul „Par”, clasându-se pe locul 8 în semifinală.
Începând cu 2020, Maléna colaborează cu casa de discuri TKN din Erevan, unde lucrează cu producătorul Tokionine, cunoscut drept autor al cântecului „Walking Out”, interpretat de Srbuk, ce a reprezentat Armenia la Concursul Muzical Eurovision 2019. Maléna ar fi trebuit să reprezinte Armenia la Concursul Muzical Eurovision Junior 2020, cu cântecul „Why”, dar țara s-a retras din competiție ca urmare a războiului în curs din Karabahul de Munte.
A fost aleasă din nou în următorul an ca reprezentată a Armeniei la Concursul Muzical Eurovision Junior 2021, cu cântecul „Qami Qami” (armenescul pentru „Vânt Vânt”). Cântecul, descris ca de gen „space-pop”, a fost compus de Tokionine și însăși Maléna, în timp ce versurile au fost scrise de Tokionine, Maléna și David Tserunyan. A terminat pe primul loc, cu 224 de puncte, câștigând astfel competiția.

## Viață personală
Maléna este fiica actriței Anna Manucharyan. Este elevă la Școala de Muzică Sayat Nova din Erevan.

## Discografie

### Single-uri
| Titlu                                            | An   | Album             |
| ------------------------------------------------ | ---- | ----------------- |
| „Par” (Պար)                                      | 2018 | Non-album singles |
| „Why”                                            | 2020 | Non-album singles |
| „Qami Qami” (Քամի Քամի)                          | 2021 | Non-album singles |
| „Chem Haskanum” (Չեմ հասկանում) (cu Kristina Si) | 2021 | Non-album singles |

## Videoclipuri muzicale
| Titlu                   | An   | Director        |
| ----------------------- | ---- | --------------- |
| „Qami Qami” (Քամի Քամի) | 2021 | Arthur Manukyan |